# مدخلات جوجل اليابانية
مدخلات جوجل اليابانية (باليابانية: Google 日本語入力) هو وسيلة إدخال مُبرمجة ومنشورة من قِبَل شركة جوجل لكتابة اللغة اليابانية عبر أجهزة ويندوز وماك وأندرويد.

## وصلات خارجية
- الموقع الرسمي